# Ćićina
Ćićina (izvirno srbsko Ћићина) je naselje v Srbiji, ki upravno spada pod Občino Aleksinac; slednja pa je del Niškega upravnega okraja.

## Demografija
V naselju živi 204 polnoletnih prebivalcev, pri čemer je njihova povprečna starost 46,7 let (46,9 pri moških in 46,5 pri ženskah). Naselje ima 81 gospodinjstev, pri čemer je povprečno število članov na gospodinjstvo 2,94.
|  |

| Demografija | Demografija     | Demografija     |
| Leto        | Št. prebivalcev | Št. prebivalcev |
| ----------- | --------------- | --------------- |
|             |                 |                 |
|             |                 |                 |
|             |                 |                 |
|             |                 |                 |
| 1948        | 350             |                 |
| 1953        | 351             |                 |
| 1961        | 366             |                 |
| 1971        | 335             |                 |
| 1981        | 297             |                 |
| 1991        | 273             | 270             |
| 2002        | 243             | 238             |
|             |                 |                 |

| Etnična sestava po popisu iz leta 2002 | Etnična sestava po popisu iz leta 2002 | Etnična sestava po popisu iz leta 2002 | Etnična sestava po popisu iz leta 2002 | Etnična sestava po popisu iz leta 2002 |
| -------------------------------------- | -------------------------------------- | -------------------------------------- | -------------------------------------- | -------------------------------------- |
| Srbi                                   | Srbi                                   |                                        | 234                                    | 98,31%                                 |
| Bolgari                                | Bolgari                                |                                        | 4                                      | 1,68%                                  |
| Neznano                                | Neznano                                |                                        | 0                                      | 0,0%                                   |